# Lucien Potronat
Lucien Potronat (connu parfois sous le pseudonyme de Jacques Warner), né à Paris 14e le 5 octobre 1899 et mort à Saint-Raphaël le 3 novembre 1973, est un peintre et aquarelliste français.

## Biographie
Lucien Potronat nait en 1899 à Paris.
À la fin de la Première Guerre mondiale, il est un des exposants au Salon de Paris, où il utilise parfois le pseudonyme de Jacques Warner. À la fin des années 1930, il vit et travaille sur la Côte d'Azur. Il peint souvent des paysages de la Côte d'Azur. On lui doit aussi des danseuses en 1926, dont certaines exposées au Salon d'hiver de 1933 ainsi que d'autres œuvres dont La Coulée, hauts fourneaux et L'Isle-sur-Serein exposées au Salon des indépendants en 1941.
Il meurt en 1973.